# Karl IV. zu Schwarzenberg

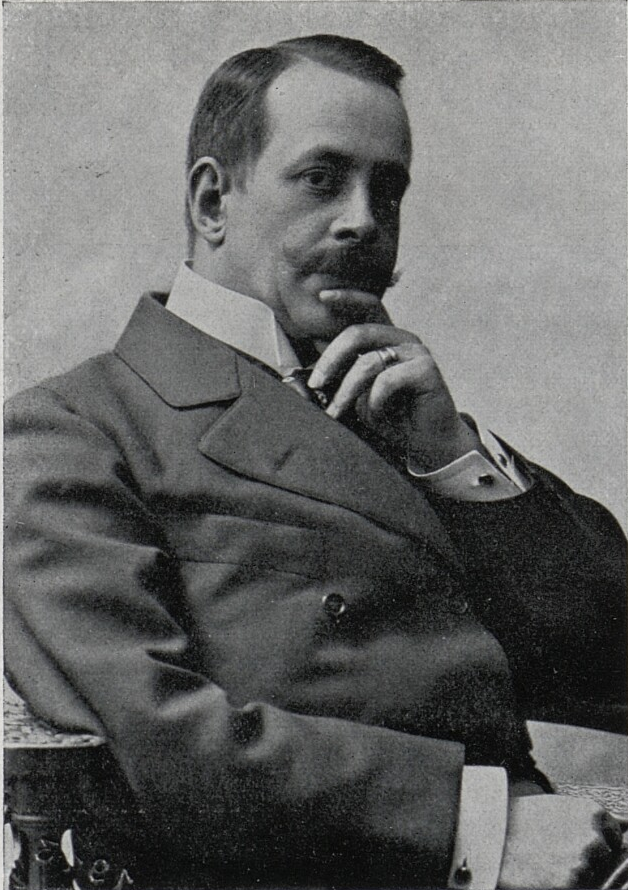
Karl IV. Schwarzenberg, 10. Oktober 1913

Karl IV. Friedrich Edmund Emanuel Fürst zu Schwarzenberg, Landgraf im Kleggau, Graf zu Sulz, getauft als Karel Bedrich Edmund Emanuel Švarcenbergu (* 1. Juli 1859 in Čimelitz, Bezirk Pisek, Südböhmen; † 4. Oktober 1913 in Worlik, Bezirk Pisek) war Großgrundbesitzer und Abgeordneter zum Österreichischen Abgeordnetenhaus.

## Leben

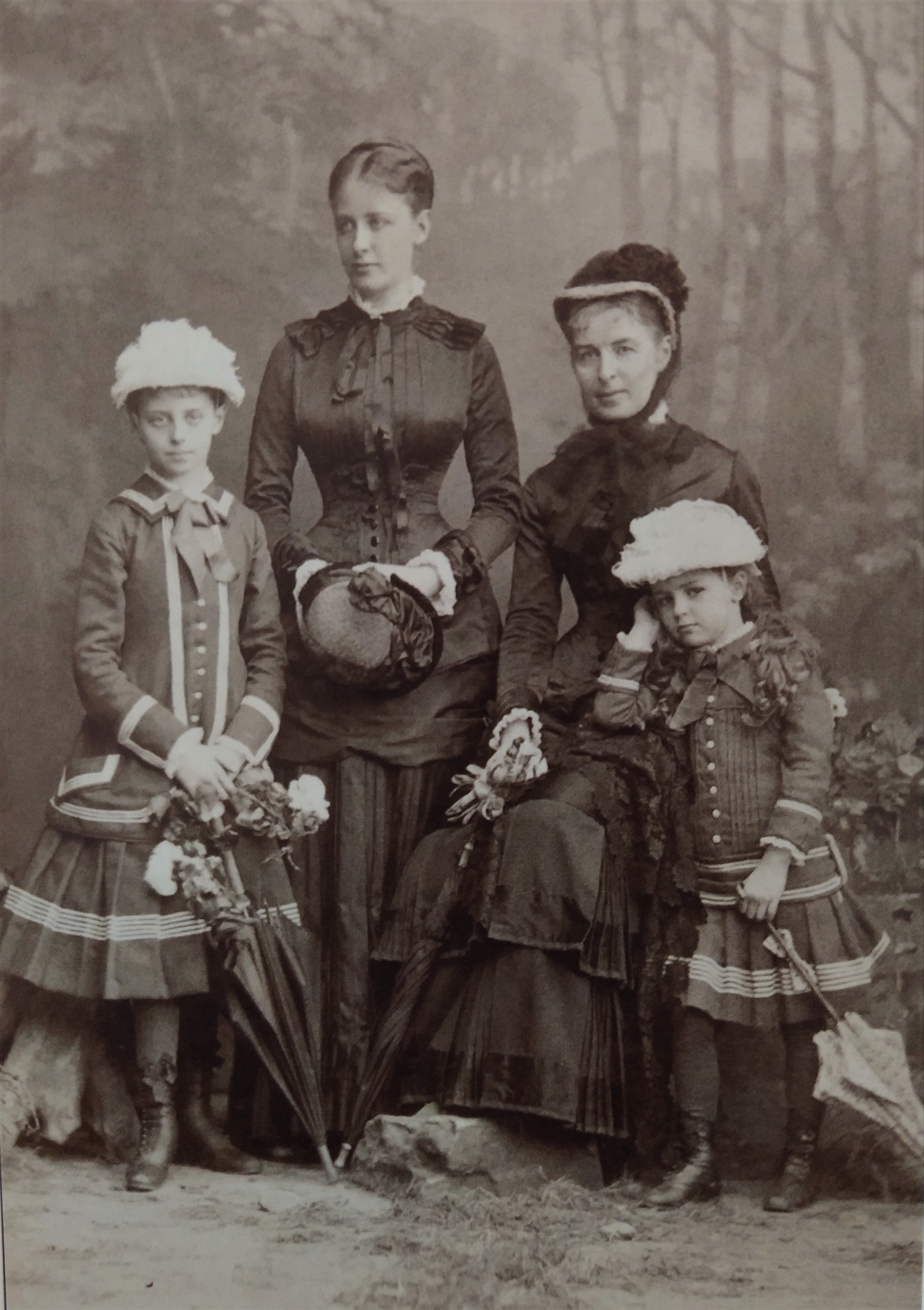
Karls 2. Ehefrau Ida Gräfin Hoyos-Sprinzenstein (links) mit ihren Schwestern Marie und Sofie und Mutter Eleonora, späte 1870er-Jahre

Karl IV. zu Schwarzenberg war Sohn des Herrschaftsbesitzers Karl III. Joseph zu Schwarzenberg (1824–1904) und der Wilhelmine zu Oettingen-Oettingen und Oettingen-Wallerstein (1833–1910). Sein Bruder war Friedrich Prinz Schwarzenberg. Er genoss eine Privaterziehung und maturierte im Jahr 1877 am akademischen Gymnasium in Prag als Privatist. Von 1877 bis 1881 studierte er Rechtswissenschaft an der Universität Prag. Ab 1881 war er Konzeptspraktikant an der Statthalterei Prag und wurde 1885 dem Unterrichtsministerium zugeteilt. Im Jahr 1886 trat er aus dem Staatsdienst aus. Ab 1895 war er Besitzer des Guts Großwossow (heute Osov) im Bezirk Hořowitz in Böhmen. Ab 1904 war er Chef der Sekundogenitur und Besitzer des Fideikommisses Worlik.
Von 1897 bis 1912 war er Präsident der Bruderschaft vom Hl. Erzengel Michael in Böhmen.
Von 1889 bis 1913 war er im böhmischen Landtag.
Er war römisch-katholisch und ab 1885 verheiratet mit Maria Theresia Gräfin Kinsky von Wchinitz und Tettau (1866–1889), mit der er einen Sohn (Karl V.) hatte. Ab 1891 war er mit Gräfin Ida Hoyos, Freiin von Sprinzenstein (1870–1946) verheiratet, mit der er 3 Söhne (Arnošt, Josef Adolf und Johannes) und 2 Töchter (Marie Vilemína und Eleonora) hatte, wobei ein Sohn (Josef Adolf) schon nach wenigen Tagen verstorben ist. Aus seiner 1. Ehe war er Schwiegersohn von Friedrich Karl Graf Kinsky von Wchinitz und Tettau (1834–1899), aus seiner 2. Ehe von Ernst Graf Hoyos-Sprinzenstein (1830–1903). Er war auch Schwager von Jan Graf Lažanský (1857–1932), von Franz Fürst Thun-Hohenstein (1847–1916), von Franz Josef Graf Silva-Tarouca, von Ferdinand Alfons Graf Trauttmansdorff und von Ernst Graf Hoyos-Sprinzenstein (1856–1940).

## Politische Funktionen
Karl IV. zu Schwarzenberg war vom 9. April 1891 bis zum 20. Oktober 1895 Abgeordneter des Abgeordnetenhauses im Reichsrat (VIII. Legislaturperiode), Wählerklasse Großgrundbesitz in Böhmen. Er trat aus Familienrücksichten zurück, weil er auf Wunsch seines Vaters das Gut Großwossow übernommen hat.
Ab dem 1. Juni 1904 war er erbliches Mitglied im Herrenhaus. Er gehörte dort der Gruppe der Rechten an, deren Obmann er am 28. November 1911 wurde.

## Klubmitgliedschaften
Karl IV. zu Schwarzenberg war Mitglied im Klub der Konservativen (konservativer Großgrundbesitz).